# Villemoustaussou
Villemoustaussou är en kommun i departementet Aude i regionen Occitanien  i södra Frankrike. Kommunen ligger  i kantonen Conques-sur-Orbiel som ligger i arrondissementet Carcassonne. År 2022 hade Villemoustaussou 4 434 invånare.

## Befolkningsutveckling
Antalet invånare i kommunen Villemoustaussou
Referens: INSEE